# Domee Shi
Domee Shi (pronuncia: /ˈdoʊmi/; 石之予S, Shí ZhīyǔP; Chongqing, 8 settembre 1989) è un'animatrice, regista e sceneggiatrice cinese naturalizzata canadese.
È attiva dal 2011 per Pixar, dove ha lavorato come storyboard artist a numerosi film, tra cui Inside Out, Il viaggio di Arlo e Toy Story 4.
Con Bao (2018) è stata la prima donna regista di un corto Pixar e con Red (2022) la prima donna regista unica di un lungometraggio, sempre per la stessa casa di produzione. Bao ha vinto un Oscar al miglior cortometraggio d'animazione nell'edizione 2019 e ha ottenuto candidature agli Annie Awards 2016, agli International Online Cinema Awards e al Tribeca Film Festival.

## Biografia

### Infanzia e istruzione
Shi, figlia unica, è nata nel 1989 a Chongqing e all'età di due anni si è trasferita in Canada con i suoi genitori. Ha trascorso sei mesi a Terranova prima di trasferirsi a Toronto.
Mentre frequentava le scuole superiori, Shi si è iscritta a comunità artistiche online e ha caricato i suoi disegni su DeviantArt. Questo l'ha aiutata a creare una rete con altri artisti. "Potevo seguire gli artisti e mandargli un'e-mail, in passato dovevi essere in California o conoscere un tizio che era amico di un altro tizio che lavorava alla Disney o qualcosa del genere", ha affermato. Successivamente Shi si è iscritta allo Sheridan College. Lì Shi ha studiato animazione, diplomandosi nel 2011. Durante il suo secondo anno si è iscritta a un corso tenuto da Nancy Beiman, grazie al quale ha scoperto la sua passione per lo storyboard. Nel 2009 ha intrapreso uno stage presso la Chuck Gammage Animation come artista del clean-up, intercalatrice, artista dello storyboard e animatrice.

### Carriera
Dopo la laurea Shi ha lavorato per un breve periodo come insegnante di fumetto. Nel 2011 ha ottenuto uno stage di tre mesi alla Pixar come storyboard artist. Nel 2014 Shi ha realizzato il webcomic My Food Fantasies, in cui disegna situazioni "stravaganti" che riguardano il cibo, e ha dichiarato di aver maturato l'interesse per la storie sul cibo durante la sua realizzazione. Il primo film a cui ha lavorato con la Pixar, come storyboard artist, è stato Inside Out nel 2014. Dopo aver lavorato brevemente a Il viaggio di Arlo, Shi ha iniziato a lavorare a Toy Story 4 nel 2015. Ha inoltre disegnato gli storyboard per il film del 2018 Gli Incredibili 2, per il quale ha lavorato a una sequenza con i personaggi di Jack-Jack e Edna Mode.
Il cortometraggio Bao è stato sviluppato come "progetto secondario" prima e mentre lavorava a tempo pieno a Inside Out. In seguito, insieme ad altri due progetti, è stato proposto al suo mentore, Pete Docter, e alla Pixar per ottenere il sostegno. Bao è stato approvato nel 2015, rendendo Shi la prima donna a dirigere un cortometraggio per lo studio. Il corto, della durata di otto minuti, ha debuttato al Tribeca Film Festival del 2018 e ha preceduto Gli Incredibili 2 nei cinema. Shi ha vinto l'Oscar al miglior cortometraggio d'animazione con Bao, diventando la prima donna non bianca a vincere il premio.
Nel 2018 è stato annunciato che Shi avrebbe diretto un lungometraggio per la Pixar. A novembre 2018 Shi ha dichiarato che il film era nelle prime fasi di sviluppo, con la storia ancora in definizione, e che era "davvero entusiasta di partecipare a questo nuovo film di 90 minuti". Il 9 dicembre 2020 è stato annunciato il titolo del film, Turning Red (Red in italiano). Originariamente il film doveva uscire nelle sale l'11 marzo 2022 ma, a causa dell'aumento dei casi di variante Omicron, è stato invece distribuito direttamente in streaming su Disney+ nella stessa data. Disney ha dichiarato che Red è stato il titolo numero uno su Disney+ e, all'inizio di aprile 2022, la Pixar ha promosso Shi a vicepresidente del team creativo, insieme a Andrew Stanton, Peter Sohn e Dan Scanlon.
Ad ottobre 2022 è stato annunciato che Shi realizzerà un nuovo lungometraggio originale Pixar.
Il 12 giugno 2024 Pete Docter, Chief Creative Officer della Pixar, ha annunciato che Shi stava lavorando a Elio. Nell'agosto 2024 Shi è stata ufficialmente confermata alla regia del film insieme a Madeline Sharafian, in sostituzione del regista originale Adrian Molina.

## Influenze
Shi è stata influenzata dall'arte del padre, professore universitario di belle arti e pittore di paesaggi in Cina, che è stato il suo insegnante durante l'infanzia. Nella realizzazione di Bao Shi ha tratto ispirazione dalla personalità di sua madre: "La mia "mamma cinese" si assicurava sempre che non mi allontanassi mai troppo, che fossi al sicuro".
Durante la sua infanzia Shi ha guardato molti film dello Studio Ghibli e della Disney, che l'hanno spinta a conoscere il cinema asiatico e l'animazione. In un'intervista a Now Magazine Shi ha dichiarato che I miei vicini Yamada e La città incantata sono state le sue influenze nella creazione di Bao.

## Filmografia

### Regista

#### Lungometraggi
- Red (2022)
- Elio (2025)

#### Cortometraggi
- Bao (2018)

### Sceneggiatrice

#### Lungometraggi
- Red (2022)

#### Cortometraggi
- Bao (2018)

### Storyboard Artist
- Inside Out, regia di Pete Docter e Ronnie del Carmen (2015)
- Il viaggio di Arlo, regia di Peter Sohn (2015)
- Bao - cortometraggio (2018)
- Gli Incredibili 2, regia di Brad Bird (2018)
- Toy Story 4, regia di Josh Cooley (2019)

## Riconoscimenti
Premio Oscar 
- 2019 – Miglior cortometraggio d'animazione per Bao
- 2023 - Candidatura per il miglior film d'animazione per Red (Turning Red)

 Golden Globe 
- 2023 - Candidatura per il miglior film d'animazione per Red (Turning Red)

 Premio BAFTA 
- 2023  - Candidatura per il miglior film d'animazione per Red (Turning Red)

 Annie Awards 
- 2016 – Miglior storyboarding in un film d'animazione per Inside Out
- 2022 - Candidatura per miglior film d'animazione per Red (Turning Red)

 Tribeca Film Festival 
- 2018 – Miglior corto narrativo per Bao